# Elektrisk ledare

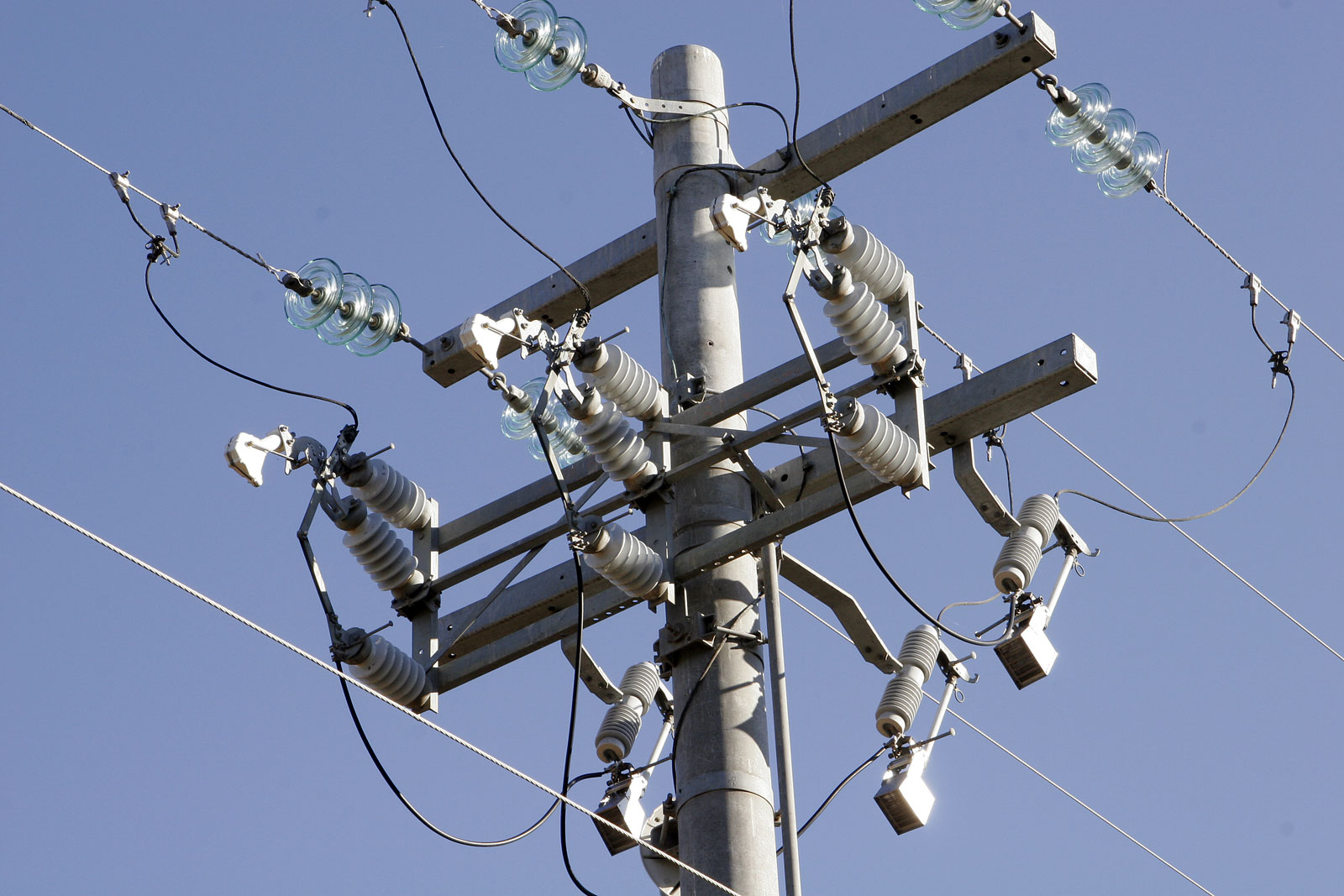
Elektriska ledare burna av en stolpe

Inom fysik och elektroteknik, är en elektrisk ledare ett objekt eller typ av material, som möjliggör flödet av elektrisk ström i en eller flera riktningar. Ledaren kännetecknas av låg resistivitet och stor tillgång till rörliga elektriska laddningar. En elektrisk ledning är en tråd, eller knippe av trådar, av en elektrisk ledare, som kan bära el i dess längdriktning.
I metaller, såsom koppar eller aluminium, är de rörliga laddade partiklarna elektroner.
I en elektrolyt kan katjoner och/eller anjoner vara de mobila laddningarna, såsom i ett batteri, i en bränslecell, i en ackumulator eller i en elektrolyscell.
Isolatorer är icke-ledande material med få rörliga laddningar och möjliggör endast obetydliga elektriska strömmar.
1. ↑  Hägg Gunnar 1979, Allmän och oorganisk kemi, sjunde upplagan, ISBN 91-20-06123-4 kapitel 11b, sidor 294–296